# Ewa (prénom)
Pour les articles homonymes, voir Ewa (homonymie).
Ewa est l'équivalent polonais du prénom Ève.

## Personnalités
- Ewa Ambroziak (1950-2023), rameuse polonaise ;
- Ewa Andrzejewska  ;
- Ewa Aulin (1950-), actrice suédoise ;
- Ewa Bandowska-Turska (1894-1979), soprano polonaise ;
- Ewa Björling (1961-), dentiste et femme politique suédoise ;
- Ewa Bondar (1922-2015), espérantiste polonaise ;
- Ewa Braun (1944-), décoratrice, costumière et directrice artistique polonaise ;
- Ewa Cabajewska (1978-), joueuse polonaise de volley-ball ;
- Ewa Czeszejko-Sochacka (1954-), femme politique polonaise ;
- Ewa Dabrowska (1967-), artiste sculptrice, peintre et dessinatrice polonaise ;
- Ewa Dałkowska (1947-), actrice polonaise ;
- Ewa Demarczyk (1941-2020), chanteuse polonaise ;
- Ewa Długołęcka (1951-), athlète polonaise ;
- Ewa Durska (1977-), athlète handisport polonaise ;
- Ewa Farna (1993-), chanteuse, mannequin et actrice polonaise ;
- Ewa Fröling (1952-), actrice suédoise ;
- Ewa Hedkvist Petersen (1952-), femme politique suédoise ;
- Ewa Józefina Potocka (1818-1895), noble polonaise, princesse de Liechtenstein ;
- Ewa Karlström (1965-), productrice de cinéma suédo-allemande ;
- Ewa Kasprów (1979-), joueuse polonaise de volley-ball ;
- Ewa Klamt (1950-), femme politique allemande ;
- Ewa Kłobukowska (1946-), athlète polonaise ;
- Ewa Kopacz (1956-), femme politique polonaise ;
- Ewa Kowalkowska (1975-), joueuse polonaise de volley-ball ;
- Ewa Kuls (1991-), lugeuse polonaise ;
- Ewa Larysa Krause (1975-1997), judoka polonaise ;
- Ewa Lipska (1945-), poétesse et journaliste polonaise ;
- Ewa Malanda (1984-), rappeuse allemande, connue sous le nom de Schwesta Ewa ;
- Ewa Mazierska (1964-), universitaire polonaise, spécialiste de cinéma ;
- Ewa Milewicz (1947-), journaliste polonaise ;
- Ewa Matuszweska (1919-1944), infirmière, résistante et combattante polonaise ;
- Ewa Partum (1945-), artiste polonaise ;
- Ewa Pajor (1996-), footballeuse polonaise ;
- Ewa Paradies (1920-1946), gardienne SS de camp de concentration ;
- Ewa Petelska (1920-2013), réalisatrice et scénariste polonaise ;
- Ewa Piątkowska (1980-), joueuse polonaise de volley-ball ;
- Ewa Pisiewicz (1962-), athlète polonaise ;
- Ewa Pobłocka (1957-), pianiste et pédagogue polonaise ;
- Ewa Podleś (1952-2024), artiste lyrique polonaise ;
- Ewa Rydell (1942-), gymnaste artistique suédoise ;
- Ewa Sonnet (1985-), chanteuse et modèle de charme polonaise ;
- Ewa Strömberg (1940-2013), actrice suédoise ;
- Ewa Swoboda (1997-), athlète polonaise ;
- Ewa Szykulska (1949-), actrice polonaise ;
- Ewa Trzebińska (1989-), escrimeuse polonaise ;
- Ewa Wasilewska (1967-), patineuse de vitesse polonaise ;
- Ewa Wiśnierska (1971-), parapentiste allemande ;
- Ewa Zajączkowska-Hernik (1990-), femme politique polonaise ;
- Ewa Żak (1993-), joueuse polonaise de volley-ball ;
- Ewa Zielińska (1972-), athlète handisport polonaise.